# Підсічка
Підсічка (рос. подсечка, англ. undercutting, нім. Anschneiden n, Unterschneiden n) — процес оголення масиву корисних копалин (гірських порід) знизу. Служить для створення додаткової відкритої поверхні і компенсаційного простору. П. здійснюється проведенням однієї або серії виробок одночасно на площі, що забезпечує стійкість масиву до початку його осн. відбійки або обвалення. При системах розробки з самообваленням П. служить для управління процесом самообвалення.

## Формування підсікання
Для того щоб у видобувному блоці або ділянці родовища можна було розпочати очисне вилучення, необхідно створити вільний простір шириною 2–3 м по всьому фронту відбійки, на який відбиватиметься руда. Такий простір називається підсіканням.
Під час створення потужних рудних родовищ зі свердловинною відбійкою формують підсічні камери. Для цього спочатку проходять відрізні щілини. Їх орієнтують переважно поперек камер. Ширина щілин становить 4–12 м. Довжина відрізної щілини дорівнює ширині камери.
Підсічні камери формують над випускними виробками. Залежно від технології відбійки основних запасів блоку підсічні камери можуть бути низькими – висотою 4–5 м або високими – висотою 10–15 м. У першому випадку утворення підсікання здійснюється одночасно з утворенням вирв або траншей шляхом відбівання додаткового об'єму масиву над ними. У другому випадку підсічна камера утворюється за допомогою свердловин.
При траншейному способі підсікання блоку над виробкою приймального горизонту послідовно підривають свердловини, пробурені з підсічних виробок. В результаті утворюється підсічна камера трапецієподібної форми висотою 8-15 м. Залежно від стійкості руди траншеї утворюють або над декількома виробками приймального горизонту, або окремо над кожною виробкою.